# Dryopteris devriesei
Dryopteris devriesei är en träjonväxtart som beskrevs av Eduard Rosenstock. Dryopteris devriesei ingår i släktet Dryopteris och familjen Dryopteridaceae. Inga underarter finns listade.